# Yuri Petrov
Yuri Petrov est un coureur soviétique, actif à la fin des années  1970 et au début des années 1980.
Plusieurs coureurs cyclistes soviétiques ont porté le patronyme de "Petrov". Le plus connu est Alexeï Petrov, animateur de la Course de la Paix entre 1959 et 1967. Yuri Petrov pour sa part a été membre de l'équipe cycliste soviétique à partir de 1977. Rouleur  de plaine plus que de montagne, il a participé assidûment à l'Olympia's Tour. Une des lignes les plus significatives de son palmarès est écrite en 1979. Coéquipier de Sergueï Soukhoroutchenkov, il participe au deuxième triomphe au Tour de l'Avenir de son leader et contribue à la victoire collective de l'équipe de l'URSS. Il y remporte une victoire d'étape, le dernier jour, alors qu'il est la lanterne rouge de la course.
En 1982, il remporte de Tour du Loir-et-Cher.

## Palmarès

### Palmarès année par année
- 1978
  - 6e étape de l'Olympia's Tour
- 1979
  - 11ea étape du Tour de l'Avenir[2]
- 1981
  -  Champion d'URSS de la course aux points[3]
  - 4e étape de l'Olympia's Tour
  - 4 jours d'Örebro : 
    - Classement général
    - 2e étape[4]
- 1982
  - Tour du Loir-et-Cher : 
    - Classement général
    - 2e étape

### Places d'honneur
- 1978
  - 17e de l'Olympia's Tour[5]
- 1979
  - 83e du Tour de l'Avenir[6]
- 1980
  - 40e de l'Olympia's Tour[7]
- 1982
  - 13e de l'Olympia's Tour[8]